# Mario Beccia
Mario Beccia (Troya, Pulla, 16 de agosto de 1955) fue un ciclista italiano, que fue profesional entre 1977 y 1988. En su palmarés destacan 4 etapas ganadas al Giro de Italia, la Clasificación de los jóvenes de esta misma carrera en 1977 y la Flecha Valona de 1982.

## Palmarés
1977
- Giro dell'Emilia
- 1 etapa del Giro de Italia, más la Clasificación de los jóvenes

1979
- 1 etapa del Giro de Italia

1980
- Vuelta en Suiza, más una etapa

1981
- 1 etapa del Giro de Italia

1982
- Flecha Valona

1983
- 1 etapa del Giro de Italia
- 1 etapa del Tour de Romandía

1984
- Giro de los Apeninos
- Giro de Úmbria
- Milán-Vignola
- 1 etapa de la Tirreno-Adriático

## Resultados en las Grandes Vueltas
Durante su carrera deportiva ha conseguido los siguientes puestos en las Grandes Vueltas y en los Campeonatos del Mundo:
| Carrera         | 1977 | 1978 | 1979 | 1980 | 1981 | 1982 | 1983 | 1984 | 1985 | 1986 | 1987 |
| --------------- | ---- | ---- | ---- | ---- | ---- | ---- | ---- | ---- | ---- | ---- | ---- |
| Giro de Italia  | 9º   | -    | 6º   | 6º   | 12º  | 7º   | 4º   | 9º   | 12º  | 31.º | 17º  |
| Tour de Francia | -    | -    | -    | -    | -    | 33º  | -    | -    | -    | Ab.  | -    |
| Vuelta a España | -    | -    | -    | -    | -    | -    | -    | -    | -    | -    | -    |

-: no participa 
 Ab.: Abandona